# Ravine des Citrons Galets
La ravine des Citrons Galets est une ravine française de l'île de La Réunion, département d'outre-mer dans le sud-ouest de l'océan Indien. 

## Géographie
Intermittent, le cours d'eau auquel elle sert de lit coule d'ouest en est sur le territoire communal de Saint-Philippe avant de se jeter dans l'océan Indien au bout de 7,2 km, près du Quai de Marie. Ce faisant, la ravine suit un cours parallèle au rempart du Tremblet, plus au nord. Il prend source à l'ouest du Nez Coupé du Tremblet (1 913 m) à 1 950 m d'altitude.